# Rocanville
Rocanville est un bourg canadien du sud-est de la province de la Saskatchewan. C'est un petit centre commercial et minier de 889 habitants, carrefour routier secondaire à l'est de Régina, proche de la frontière manitobaine.

## Géographie
À vol d'oiseau, Rocanville se situe à 205 km à l'est de Régina et à 15 km de la frontière du Manitoba. Le bourg est établi à 522 m d'altitude. C'est un carrefour routier secondaire à la croisée des routes provinciales 8 (vers Moosomin au sud et Langenburg au nord), 601 et la route 600 qui conduit à la mine de potasse de Rocanville. La municipalité est enclavée dans la municipalité rurale de Rocanville n°151. La superficie de la municipalité est de 2,36 km2. Du point de vue hydrographique, Rocanville se situe aux abords du ruisseau Scissors un petit affluent de la rive sud de la Qu'appelle.
Rocanville est un petit centre commercial et de service pour son arrière-pays où dominent la culture des céréales et l'élevage. La mine de potasse ouvre à la fin des années 1960 et plus récemment, l'exploitation pétrolière s'est développée.

## Histoire
La fondation de Rocanville date de 1884 avec la création d'un bureau de poste à quelques kilomètres du site moderne du bourg. À partir de  1904 et l'arrivée d'une ligne de chemin de fer du Canadien Pacifique, le village se développe autour de la gare. Entre 1924 et la fin des années 1980, une usine produit plus d'un million de burettes d'huile destinées à la lubrification de l'outillage agricole ou industriel.

## Démographie
Au recensement de 2021, la municipalité urbaine de Rocanville compte 889 habitants sur 2,36 km2 tandis que la municipalité rurale de Rocanville en compte 544 sur 748,04 km2.
| 1971 | 1976 | 1981 | 1986 | 1991 |
| ---- | ---- | ---- | ---- | ---- |
| 891  | 872  | 934  | 920  | 842  |

| 1996 | 2001 | 2006 | 2011 | 2016 |
| ---- | ---- | ---- | ---- | ---- |
| 875  | 887  | 869  | 857  | 863  |

| 2021 | - | - | - | - |
| ---- | - | - | - | - |
| 889  | - | - | - | - |

## Personnalités
- Jessica Campbell (1992-) : entraîneuse professionnelle de hockey sur glace, née à Rocanville.